# 도와현

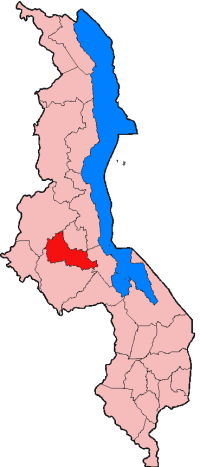
도와 현

도와현(Dowa District)는 말라위 중부 주에 위치한 현으로, 현도는 도와이며 면적은 3,041km2, 인구는 411,387명이다. 은치시 현과 살리마 현, 릴롱궤 현, 카숭구 현과 인접해 있다.